# 小林愛子
小林 愛子（こばやし あいこ、1989年4月11日 - ）は、山口県を拠点に活動するフリーアナウンサー。元ほっちゃテレビのアナウンサー、元エフエム山口 (FMY) のラジオパーソナリティ。

## 来歴
山口県山口市出身。山口県立山口高等学校、山口県立大学国際文化学部国際文化学科卒業。大学在学中、エフエム山口の献血推進番組『ハートフルリレー〜Love in Action 山口〜』のパーソナリティを務めていた。
卒業後、4年ほど長門市にあるケーブルテレビ・ほっちゃテレビに勤務の後、2017年4月から2022年9月まで再びエフエム山口のパーソナリティを務めていた。編成制作部所属のパーソナリティであるが、媒体によってはアナウンサーとして紹介されることもある。
エフエム山口を退社後は、山口県内を拠点にフリーアナウンサーとして活動している。

## 人物
趣味はカフェ・居酒屋巡り、音楽鑑賞、色々な世代の人の色々な話を聴くこと、バドミントン。好きな言葉は「おかげさま」。

## 担当番組
- わくわくサンデー（2024年4月21日 - 、山口放送）- リポーター [7]
- KRY Morning Up（山口放送）- 水曜MC[8]
- このまちに愛たい（山口ケーブルビジョン）

## 過去の担当番組

### エフエム山口在籍時（2012年 - 2013年、2017年 - 2022年9月）
- ハートフルリレー〜Love in Action 山口〜（2012年 - 2013年）
- Ride on Music（2017年 - ）
- UU.Concierge（2017年 - ）
- Happy Happy FRIDAY（2017年 - 2020年） - 「どっちを選ぶの？★対決テレフォン！」天の声 → パーソナリティ
- PURE Morning（2020年 - 2022年） - 水曜・木曜パーソナリティ

### エフエム山口退社後（2022年10月 - ）
- 熱血テレビ（山口放送、2023年4月 - 2024年3月）